# Born Free (Album)
Born Free („frei geboren“) ist das achte Studioalbum des US-amerikanischen Musikers Kid Rock. Es erschien am 12. November 2010 in Deutschland und am 16. November 2010 in Nordamerika. Es ist der Nachfolger des 2007 herausgebrachten Rock N Roll Jesus.

## Wissenswertes
Auch für dieses Album arbeitete Kid Rock mit anderen Künstlern aus den Bereichen Rock, Country-Rock und Rap zusammen. So wirkten bei Collide Sheryl Crow und Bob Seger und bei Flyin’ High Zac Brown mit. Von Care wurden zwei Versionen vertrieben, einmal mit Mary J. Blige und T.I. und einmal mit Martina McBride und T.I. Des Weiteren wurde das Album mit Größen der internationalen Rockmusik aufgenommen, darunter Chad Smith von den Red Hot Chili Peppers und Benmont Tench von Tom Petty & the Heartbreakers. Es ist sein erstes Album, welches keinen Parental-Advisory-Aufkleber erhielt.
Musikalisch setzt das Album die Entwicklung Kid Rocks vom Rap in Richtung Country-Rock weiter fort. Überwog auf seinen ersten Alben noch der Rap- bzw. Hip-Hop-Anteil, so setzt dieses Album mehr auf Country-Rock bzw. Southern Rock. Eine eindeutige Genreklassifizierung ist deshalb schwer möglich.

## Titelliste
1. Born Free – 5:14
2. Slow My Roll – 4:18
3. Care – 4:12 feat. Mary J. Blige und T.I.
4. Purple Sky – 4:05
5. When It Rains – 4:45
6. God Bless Saturday – 3:34
7. Collide – 4:49 feat. Sheryl Crow und Bob Seger
8. Flyin’ High – 4:03 feat. Zac Brown
9. Times Like These – 5:56
10. Rock On – 5:22
11. Rock Bottom Blues – 3:51
12. For the First Time (In a Long Time) – 5:46

Die Titel wurden von Kid Rock selbst geschrieben.

### Veröffentlichungen
Als Leadsingle wurde Born Free veröffentlicht. Die Single konnte sich international in den Charts platzieren. Als zweite Single kam God Bless Saturday auf den Markt, bevor auch Collide released wurde. In den deutschen Radios wurde zudem Care, in der Version mit Mary J. Blige und T.I., gespielt.

## Rezensionen
Das Album erreichte größtenteils überdurchschnittlich gute Rezensionen. track4-info.de bezeichnete Kid Rock als den wohl aufrechtesten US-Amerikaner der Gegenwart. Das Album sei eines der uramerikanischsten Alben der letzten Jahre. Care sei ein unglaublich geschmackvoll perlendes Juwel aus Country und Classic Rock, befreit aufgespielt und wunderbar authentisch-klassisch instrumentiert. Bei laut.de bekam das Album weniger gute Kritiken, so sei es aufgeblasen und prätenziös. Prollig und übersteuert wie eine kaputte Autohupe quält sich der selbst ernannte "Rock’n'Roll Jesus" durch ein dreckiges Dutzend abgeschmackter Allerweltstracks. cdstarts kam auf ein durchschnittliches Fazit und vergab 6 von 10 möglichen Punkten. Keine Frage, das Songmaterial auf „Born Free“ ist durchaus stimmig und von diversen Top-Musikern wie Chad Smith (Red Hot Chili Peppers) an den Drums und Benmont Tench (Tom Petty & The Heartbreakers) am Piano und der Orgel hervorragend eingespielt worden. Auf Albumlänge fehlt dennoch ein wenig der Biss und der diebische Spaß an der Provokation früherer Tage. Dadurch wirkt die grenzenlose Relaxtheit fast schon wieder bierernst, was unterm Strich so gar nicht zu Kid Rock passt.

## Kommerzieller Erfolg

### Chartplatzierungen
| ChartsChartplatzierungen       | Höchstplatzierung | Wochen |
| ------------------------------ | ----------------- | ------ |
| Deutschland (GfK)              | 9 (16 Wo.)        | 16     |
| Österreich (Ö3)                | 7 (18 Wo.)        | 18     |
| Schweiz (IFPI)                 | 7 (15 Wo.)        | 15     |
| Vereinigte Staaten (Billboard) | 5 (47 Wo.)        | 47     |

| ChartsJahrescharts (2010) | Platzierung |
| ------------------------- | ----------- |
| Deutschland (GfK)         | 92          |
| Schweiz (IFPI)            | 89          |

| ChartsJahrescharts (2011)      | Platzierung |
| ------------------------------ | ----------- |
| Vereinigte Staaten (Billboard) | 16          |

### Auszeichnungen für Musikverkäufe
| Land/Region               | Auszeichnungen für Musikverkäufe (Land/Region, Auszeichnung, Verkäufe) | Verkäufe  |
| ------------------------- | ---------------------------------------------------------------------- | --------- |
| Kanada (MC)               | Gold                                                                   | 40.000    |
| Vereinigte Staaten (RIAA) | Platin                                                                 | 1.000.000 |
| Insgesamt                 | 1× Gold · 1× Platin ·                                                  | 1.040.000 |